# Barodecus panamensis
Barodecus panamensis är en insektsart som beskrevs av Nielson 1979. Barodecus panamensis ingår i släktet Barodecus och familjen dvärgstritar. Inga underarter finns listade i Catalogue of Life.